# Représentations diplomatiques de l'Abkhazie

Carte des représentations diplomatiques d'Abkhazie :
Abkhazie
Ambassade abkhaze
Bureau de représentation abkhaze
Ambassade abkhaze, non-résidente

Cette page répertorie les représentations diplomatiques d'Abkhazie. La République d'Abkhazie est un État non reconnu internationalement, qui a déclaré son indépendance de la Géorgie en 1999, mais qui n'a été reconnu par aucun État membre de l'ONU avant la guerre d'Ossétie du Sud en 2008. L'Abkhazie est reconnue par la Russie, le Nicaragua, le Venezuela, Nauru et la Syrie. En outre, il est également reconnu par le Haut-Karabagh, l'Ossétie du Sud et la Transnistrie, qui ne sont pas membres des Nations unies. L'Abkhazie possède quatre ambassades à l'étranger et un petit réseau de bureaux de représentation dans les pays voisins. L'Abkhazie compte également quatre consulats honoraires.

## Amérique
- Venezuela
  - Caracas (ambassade)[2][note 2]

## Asie
- Syrie
  - Damas (ambassade)

## Europe
- Ossétie du Sud-Alanie
  - Tskhinvali (ambassade)[4]
- Russie
  - Moscou (ambassade)
- Transnistrie

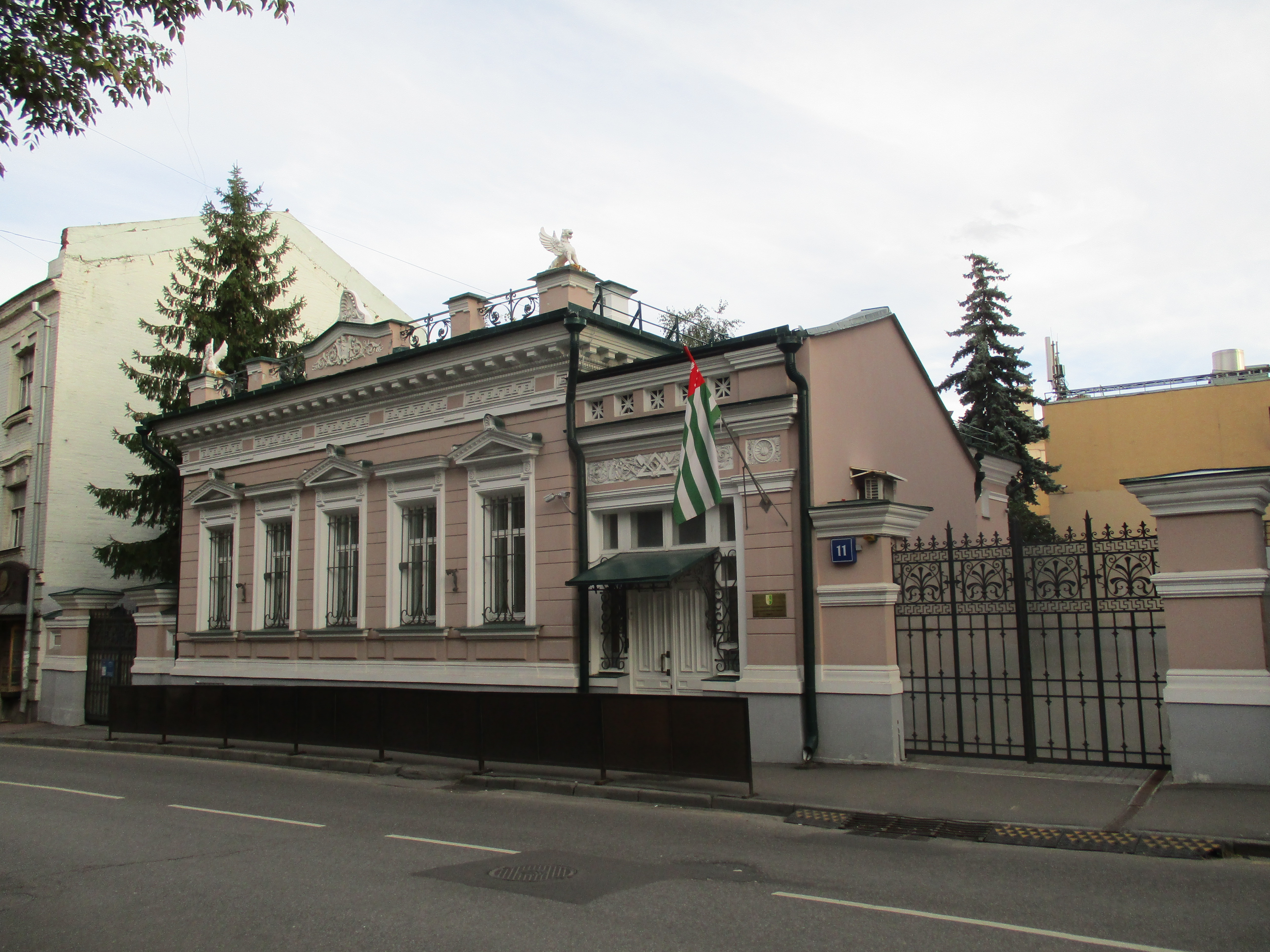
Ambassade d'Abkhazie à Moscou, Russie.

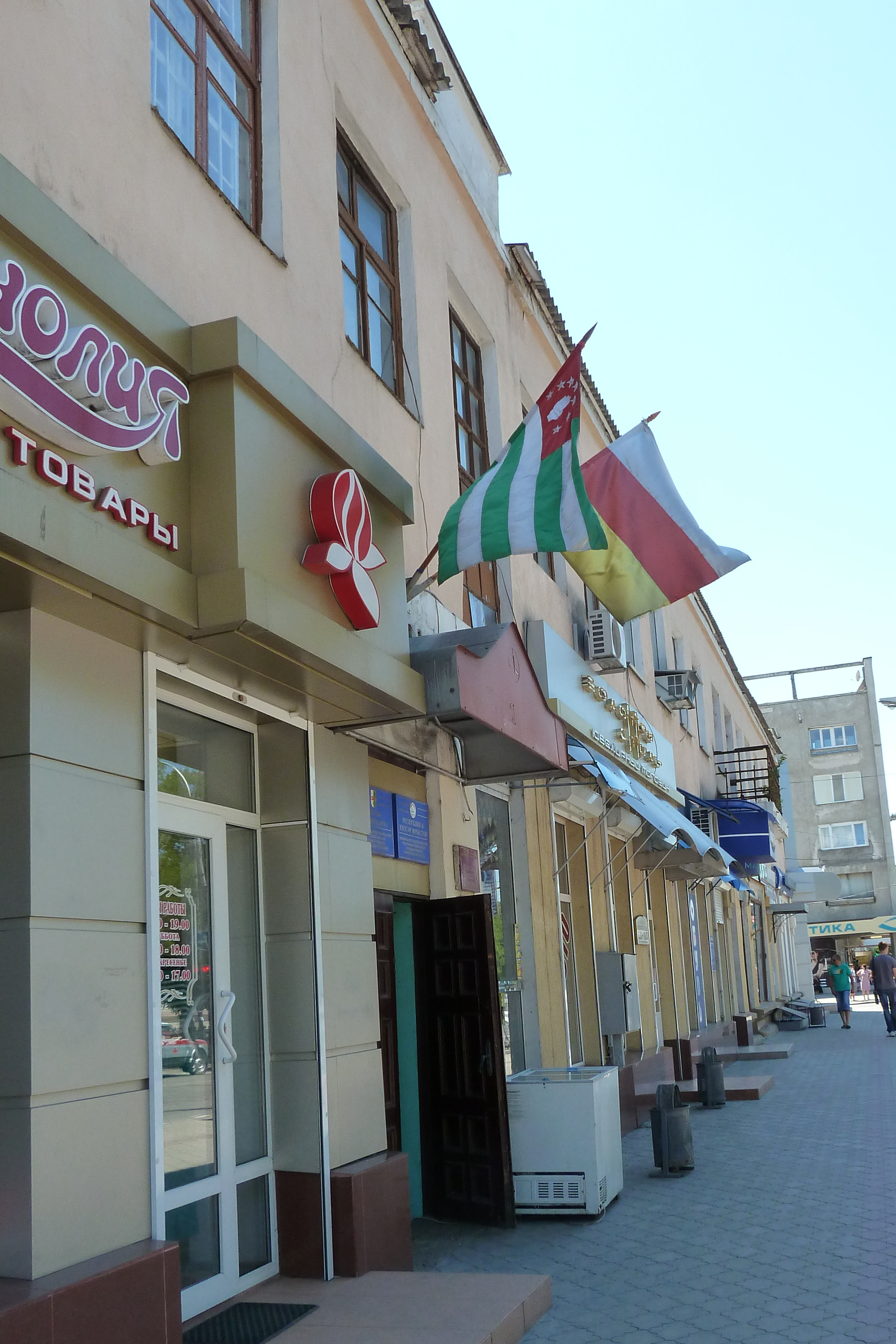
Bureau de représentation abkhaze à Tiraspol, Transnistrie.

  - Tiraspol (bureau de représentation)